# La Grande Patrouille (album)
La Grande Patrouille est le 9e album de la série de bande dessinée Les Tuniques bleues de Raoul Cauvin et Louis Salvérius. L'ouvrage est publié en 1976.

## Résumé
Cet album est une succession de courts épisodes avec un épisode central relativement long. C'est un album en forme de chronique, relatant la vie quotidienne à Fort Bow, et les différentes relations entre le sergent Chesterfield, le caporal Blutch, et les autres soldats, principalement leurs camarades et amis proches le caporal Tripps et le caporal Bryan, ou encore les relations entre Chesterfield et le colonel Appeltown, car le sergent tente à chaque fois d'impressionner sa fille dont il est profondément amoureux, sans véritable succès.

### Liste des nouvelles
- Un bleu voit rouge : Un concours de tir avec un éclaireur Amérindien tourne à l'humiliation pour le sergent Chesterfield quand ce dernier cherche à impressionner l'éclaireur en tirant sur une boîte de conserve lancée en l'air.
- Le bison solitaire : En patrouille avec le caporal Bryan, le sergent Chesterfield décide de s'initier à l'usage du fusil à lunettes sur un bison.
- Des fourmis dans les jambes : Le sergent Chesterfield et le caporal Bryan patrouillent dans le désert, accompagnés d'un soldat bégayant, et font une mauvaise rencontre avec des Amérindiens hargneux.
- Tata rata tata... : Le sergent Chesterfield souhaite aider le soldat bégayant présent dans la nouvelle précédente à trouver un poste qui lui convient.
- L'amour en tête : Rendant visite à un bar dans une petite ville, le sergent Chesterfield, morose, se met à boire, afin d'oublier sa peine de cœur résultant du manque d'affection que lui porte Miss Amélie Appeltown. Ses camarades tentent de le réconforter.
- La mascotte du régiment : Le sergent Chesterfield propose au commandant d'adopter une mascotte destinée à représenter Fort Bow, et attend que ses soldats la leur apportent. Ceux-ci ne venant pas, le commandant et sa fille s'impatientent.
- Du rêve à la réalité : Le caporal Blutch, le caporal Tripps, le caporal Bryan, et le sergent Chesterfield patrouillent et dorment à la belle étoile. Chacun fait ses propres rêves.
- Le rouge et la rougeole : Terminant une patrouille de routine, le sergent Chesterfield aperçoit soudain un Amérindien isolé. Il se jette sur cet homme, pensant avoir affaire à un espion.
- V'là le facteur : Traverser le désert pour amener le courrier à Fort Bow est très difficile. L'estafette et caporal Tripps doit échapper aux hordes de tribus amérindiennes hostiles.
- Un cœur et un banjo : En nettoyant son arme, le sergent Chesterfield entend le caporal Tripps jouer. Se moquant de lui, il s'aperçoit, jaloux, que ce dernier joue du banjo devant Miss Amélie Appeltown, et descend en personne le remplacer, désireux d'impressionner Miss Appeltown. Mais Chesterfield n'a aucun talent musical.
- La grande patrouille : Le sergent Chesterfield est chargé par le commandant Appeltown de Fort Bow d'une mission délicate. Il doit protéger une caravane de pionniers qui risquent de rencontrer des Amérindiens. Pour accomplir cette mission, Chesterfield est accompagné des caporaux Blutch, Bryan, Tripps, et du clairon, l'homme qui bégaie. Sous la chaleur écrasante du désert, ils décident de se reposer à un point d'eau. Observés par des Amérindiens qui subtilisent leurs uniformes, désirant se faire passer pour des soldats afin d'attaquer la caravane lourdement protégée, les cinq soldats sont forcés de s'habiller en Amérindiens. La véritable patrouille se retrouve bientôt prise entre le marteau et l'enclume, affrontant d'un côté les pionniers, et de l'autre, les Amérindiens déguisés en soldats.
- Le lord baigneur : Lors d'une patrouille, le caporal Blutch et le sergent Chesterfield rencontrent un mystérieux baigneur, qui se présente comme étant le lieutenant Fred Bowkland, de la police montée canadienne. Il est le cousin de Miss Amélie Appeltown, et désire lui rendre visite. C'est l'occasion pour Chesterfield de commettre un simulacre de sauvetage héroïque en se faisant blesser.
- La fille du colonel : Miss Amélie Appeltown quitte Fort Bow pour quelques jours. Le sergent Chesterfield et le caporal Blutch se sont portés volontaires pour l'accompagner. C'est l'occasion pour Chesterfield de simuler une attaque d'Amérindiens.
- Le fort encerclé : Le fort est submergé par une puissante attaque d'Amérindiens. Les munitions s'épuisent, et la garnison ne peut plus compter que sur dix tonnelets de poudre. Le sergent Chesterfield décide alors de jeter les tonnelets vers les ennemis puis de les faire exploser.
- Le duel : Suite directe de l'histoire précédente. Le fort est submergé depuis trois jours par une attaque Amérindienne, et une barbe naissante commence à apparaître sur les mentons des Tuniques bleues. Les deux camps s'épuisent, les Amérindiens se réunissent entre eux, et proposent aux Tuniques bleues un combat des chefs, entre le colonel Appeltown et le chef amérindien, afin de décider de l'issue de la bataille.

## Personnages principaux
- Sergent Chesterfield : personnage central de l'histoire, Chesterfield est présent dans l'intégralité des nouvelles, a contrario de Blutch. Il s'oppose à tous les soldats et officiers de cet album, étant un personnage à part. Chesterfield est dans cet album un sergent manipulateur quand il s'agit de séduire Miss Appeltown, et rempli souvent de bonnes idées qui ont tendance à se retourner contre lui. En ce sens, les autres albums sont restés fidèles aux toutes premières planches en ce qui concerne la mentalité du sergent.
- Caporal Blutch : effacé dans cet album, Blutch ne se distingue que rarement de ses autres compagnons, comme Tripps et Bryan. Les trois partagent souvent les mêmes idées vis-à-vis de leur sergent, et sont interchangeables dans les albums, Chesterfield patrouillant tantôt avec Blutch, tantôt avec Tripps ou avec Bryan. Il n'y a que quelques nouvelles où l'hostilité de Blutch envers Chesterfield est apparente, comme l'histoire Du rêve à la réalité.
- Tripps : présent dans bon nombre d'histoires, Tripps est l'un des amis de Chesterfield. C'est lui qui est chargé du courrier, comme on peut le constater dans l'histoire V'là le facteur. Ingénieux et plein de ressources, l'un de ses passe-temps consiste à faire de la musique avec son banjo pour impressionner Miss Appeltown. L'évolution qui sera faite de ce personnage par rapport à cette version initiale sera négative pour lui, dans le sens où il sera très rapidement effacé par le duo Blutch/Chesterfield.
- Bryan : dernier soldat accompagnant souvent Chesterfield dans ses pérégrinations. Bryan est souvent ici un simple accompagnateur, n'ayant pas réellement une personnalité propre.
- Clairon : le clairon est un personnage qui ne sera pas repris dans les autres albums. C'est un homme qui passe son temps à bégayer, et qui exaspère donc Chesterfield et le reste de l'unité. Il trouvera son poste rêvé en devenant le clairon du fort. Toutefois, cet homme peut parler normalement quand il est énervé.
- Miss Appeltown : la fille du commandant est présente dans plusieurs nouvelles. Elle est brune dans les premières planches de notre aventure, alors que, dès le tout premier album, Un Chariot dans l'Ouest, Miss Appeltown sera blonde, ce qui restera ainsi dans toute la série. Elle se révèle dans cet album courageuse, désirant par exemple venger Chesterfield quand ce dernier revient "mortellement blessé" d'un combat simulé contre leur éclaireur indien. De manière générale, elle déteste Chesterfield plus qu'elle ne l'aime, ce dernier ne cessant de l'énerver ou de multiplier les erreurs pour essayer de bien se faire voir d'elle.
- Commandant Appeltown : le père de Miss Appeltown est un commandant avisé et qui, malgré son âge, peut encore s'avérer être un bon combattant. Il n'est pas particulièrement tyrannique, et il lui arrive même de demander des conseils à Chesterfield, lorsque le fort est assiégé par les Indiens, par exemple. Il reste toutefois, de manière générale, souvent exaspéré par les pitreries de Chesterfield.

## Genèse
La Grande Patrouille est un album spécial, une cassure dans la continuité de la série des albums. La préface de l'album explique en effet que cet album est un regroupement des toutes premières planches des Tuniques Bleues, réalisées par Salvérius. C'est un album-hommage, comme l'est également le dixième album, Des Bleus et des tuniques[réf. nécessaire]. À aucun moment, on n'y trouve de référence à la guerre de Sécession, et Salvérius n'avait visiblement pas en tête au début de créer un duo central. À travers cet album, il se dessine un groupe de nombreux personnages mêlés entre eux, avec comme pierre angulaire le sergent Chesterfield. Deux groupes se développent ainsi autour de lui : d'un côté, ses amis et subalternes, comme Blutch, Tripps, ou Bryan ; de l'autre, celui du commandant et de sa fille. Blutch est loin d'être dans cet album un personnage central, ne serait-ce que parce qu'il ne figure pas dans l'intégralité des histoires, contrairement à Chesterfield.